# Żeglarstwo lodowe

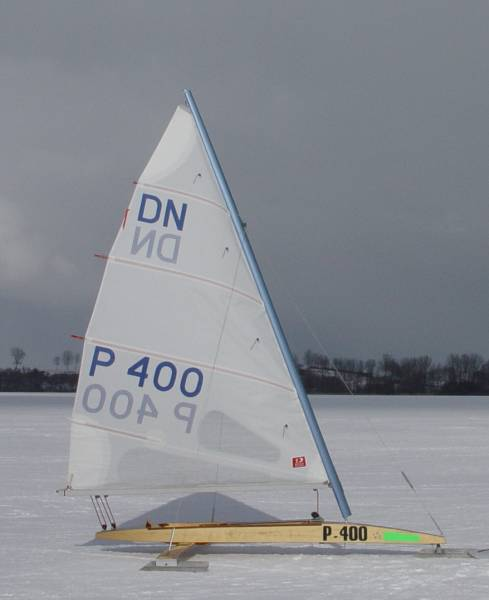
Bojer DN na zamarzniętym jeziorze w Żninie (2006)

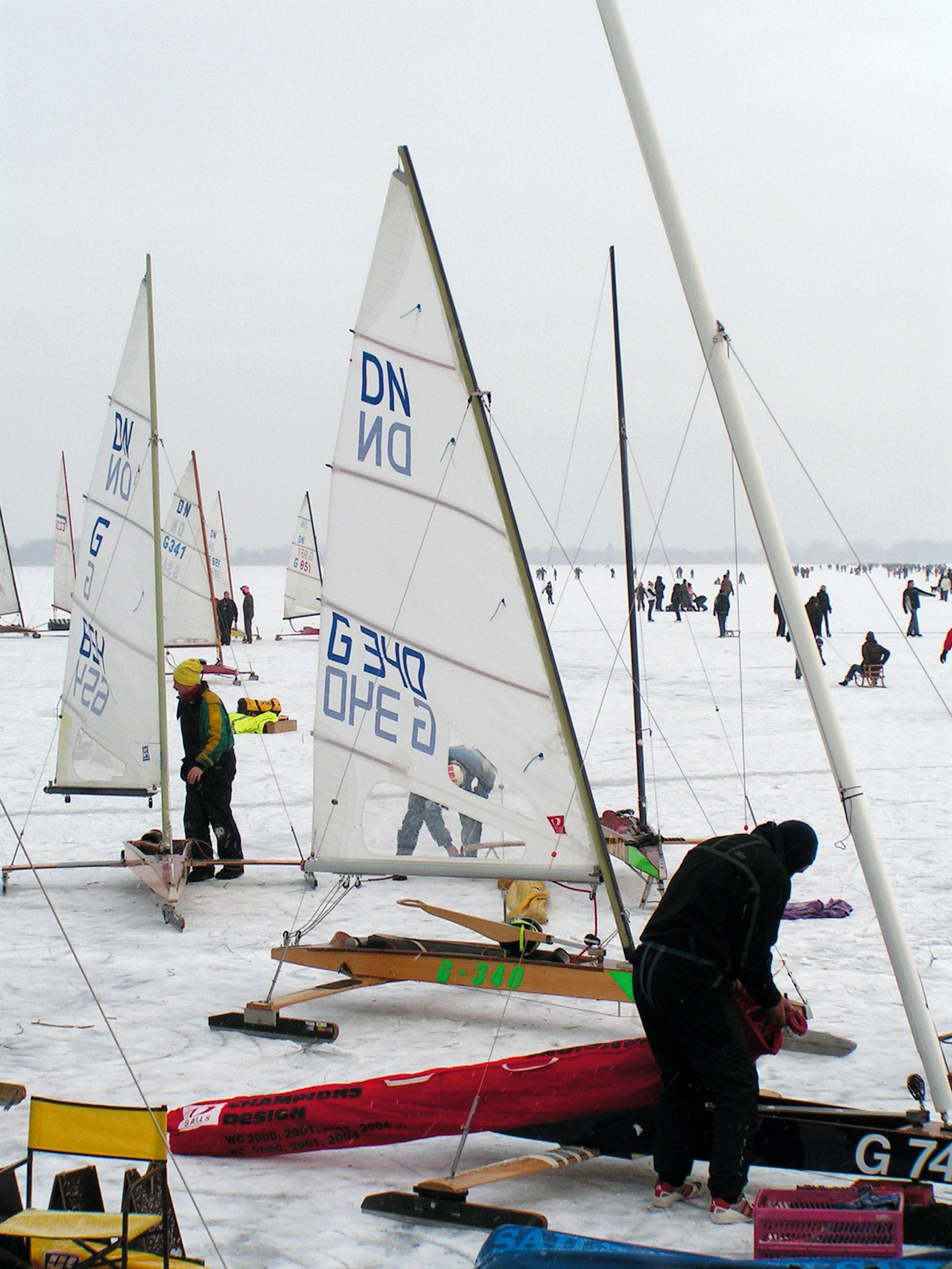
Przygotowania do zawodów w żeglarstwie lodowym na jeziorze Dümmer w Niemczech (2009)

Żeglarstwo lodowe, bojery – zimowa dyscyplina żeglarstwa polegająca na wyścigach bojerów (ślizgów lodowych) których środkiem napędu jest żagiel, a elementem jezdnym płozy. Zawody w żeglarstwie lodowym rozgrywane są według przepisów regatowych i składają się z kilku wyścigów, po trasie (najczęściej w kształcie trójkąta) wyznaczonej na zamarzniętych zbiornikach wodnych.
Rozwojem i promocją żeglarstwa lodowego na świecie zajmuje się założona w 1962 w Stanach Zjednoczonych organizacja non-profit International DN Ice Yacht Racing Association (IDNIYRA). W Polsce rozwojem żeglarstwa lodowego kieruje Polski Związek Żeglarski.

## Historia żeglarstwa lodowego
Początki wykorzystania zamarzniętych tafli wody do celów żeglarstwa datowane są na początek XVII wieku w Holandii. Pierwsze bojery służyły do transportu towarów oraz ludzi i w prawie niczym nie przypominały dzisiejszych konstrukcji. Pod koniec XVIII wieku ślizgi pojawiły się w Ameryce Północnej, gdzie zawitały razem z emigrantami z Holandii, tam też w 1790 nad rzeką Hudson powstał prawdopodobnie pierwszy na świecie rekreacyjny ślizg.
W Europie rozwój żeglarstwa lodowego koncentrował się w krajach bałtyckich oraz w Rosji. W 1882 w ujściu Newy na dystansie 84 kilometrów odbyły się pierwsze regaty bojerowe. W 1928 została założona Europejska Unia Żeglarstwa Lodowego, którą stworzyły Niemcy, Litwa, Łotwa i Estonia. W 1935 obok Austrii i Holandii dołączyła do niej także Polska.
Na terenach Prus Wschodnich w latach międzywojennych żeglarstwo lodowe było sportem niezwykle popularnym. Najczęściej używanym wtedy bojerem był skonstruowany w 1932 przez Estończyka Erika von Holsta dwuosobowy bojer o nazwie Monotyp XV.

## Bojer DN
W latach 60. XX wieku niezwykłą popularność zdobył skonstruowany w 1937 przez Archiego Arrolla, Arta Jarretta oraz Joe Lodge’a bojer DN, którego nazwa jest skrótem od tytułu gazety The Detroit News. Redakcja gazety ogłosiła konkurs na projekt bojera, który miał być konstrukcją jednoosobową, tanią i łatwą w transporcie. Obecnie DN jest najpopularniejszym rodzajem bojera, używanym na całym świecie.

## Żeglarstwo lodowe w Polsce
W Polsce żeglarstwo lodowe pojawiło się około 1920. Od lat polscy żeglarze (Romuald Knasiecki, Bogdan Kramer, Piotr Burczyński, Władysław Stefanowicz, Karol Jabłoński, Michał Burczyński i Tomasz Zakrzewski) sięgają po tytuły mistrzów świata w klasie DN.
Do roku 2006 istniały polskie patenty żeglarskie: żeglarz lodowy i sternik lodowy. Aktualny patent dla żeglarstwa lodowego to Sternik lodowy PZŻ.